# Inferno (Tangerine Dream)
Inferno, también denominado Inferno from Dante Alighieri's La Divina Commedia, es el duodécimo álbum en vivo del grupo alemán de música electrónica Tangerine Dream. Publicado por el sello TDI en 2002 destaca por ser la primera parte de una trilogía, completada con los álbumes Purgatorio (2004) y Paradiso (2006), basada libremente en pasajes del poema del Dante.
Alex Henderson en su crítica para la web AllMusic reseña que "aquellos que en el pasado acusaron a Tangerine Dream de ser pretenciosos probablemente calificarán a Inferno de pretencioso; quienes han elogiado el arte de Froese probablemente afirmarán que debería estar orgulloso de agregar Inferno a su currículum. Todo es cuestión de perspectiva.(...) Es poco probable que con Inferno alguien que no sea seguidor sea ganado para la causa. Pero quienes han admirado el trabajo de Tangerine Dream a lo largo de los años, probablemente darán la bienvenida a Inferno al catálogo del grupo".

## Producción
Grabado el 7 de octubre de 2001 en la Iglesia de St. Marien Bernau (Berlín) el grupo invirtió en la adaptación de pasajes del poema de Dante Alighieri aproximadamente cinco años. Debido a las características del proyecto, con la inclusión de voces femeninas de soprano, alto y mezzosoprano, se trata de uno de los pocos álbumes del grupo que incluyen letra algo que no suele ser habitual en la trayectoria de Tangerine Dream. 
Para la edición del álbum se grabaron y seleccionaron pasajes de los dos conciertos que interpretaron el mismo día. Posteriormente se realizó trabajo de postproducción en estudio, con la inclusión de sonidos y pasajes sonoros, aspecto no reseñado en el libreto ni en la información del álbum. Los otros dos álbumes que completan la trilogía, Purgatorio (2004) y Paradiso (2006), se realizaron íntegramente en estudio.
La primera edición del álbum publicada en marzo de 2002, que se podía encargar a través de la página web del grupo, incluía el álbum y una camiseta conmemorativa con el diseño gráfico original creado por Bianca Acquaye. Posteriormente en verano de 2002 vería la luz la edición oficial aunque el álbum se ha reeditado en varias ocasiones tanto en vinilo como en disco compacto o en versión digital.

## Lista de temas
| N.º   | Título                            | Escritor(es)               | Duración |  |
| 1.    | «Before The Closing Of The Day»   | Edgar Froese               | 4:50     |  |
| 2.    | «The Spirit Of Virgil»            | Edgar Froese               | 2:39     |  |
| 3.    | «Minotaurae Hunt At Dawn»         | Edgar Froese               | 3:24     |  |
| 4.    | «Those Once Broke The First Word» | Edgar Froese               | 3:38     |  |
| 5.    | «Dante In Despair»                | Edgar Froese               | 3:25     |  |
| 6.    | «Io Non Mor»                      | Edgar Froese               | 5:49     |  |
| 7.    | «Vidi Tre Facce»                  | Edgar Froese               | 4:41     |  |
| 8.    | «At The Deepest Point In Space»   | Edgar Froese               | 2:38     |  |
| 9.    | «L'omperador Del Doloroso Regno»  | Edgar Froese               | 4:45     |  |
| 10.   | «Voices In The Starless Night»    | Edgar Froese               | 4:14     |  |
| 11.   | «Fear And Longing»                | Edgar Froese               | 3:06     |  |
| 12.   | «Fallen For Death»                | Edgar Froese               | 4:38     |  |
| 13.   | «Where All Light Went Silent»     | Edgar Froese               | 3:39     |  |
| 14.   | «Charon, Il Barchere»             | Edgar Froese               | 3:59     |  |
| 15.   | «La Grey De Los Almas Perdidas»   | Edgar Froese               | 7:28     |  |
| 16.   | «Justice Of The Karma Law»        | Jerome Froese              | 3:02     |  |
| 17.   | «As The Sun Moves Towards Heaven» | Edgar Froese Jerome Froese | 7:57     |  |
| 18.   | «Beatrice, L'Âme Infinie»         | Edgar Froese               | 5:10     |  |
| 79:02 |                                   |                            |          |  |

## Personal
- Edgar Froese - Teclados, sequenciadores, producción, compilación y mezclas
- Jerome Froese - Teclados, sequenciadores y masterización
- Iris Camaa - Percusión
- Bianca Acquaye - Alto (voz) y diseño gráfico
- Bry Gonzales - Soprano (voz)
- Barbara Kindermann - Soprano
- Jane Monet - Soprano
- Jayney Klimek - Alto (voz)
- Iris Kulterer - Alto (voz)
- Claire Foquet - Mezzosoprano (voz)
- Wanja Janowski - Fotografía
- Brad Miller-Jones - Ingeniero de grabación